# Hội chứng Zellweger
Hội chứng Zellweger là một bất thường bẩm sinh hiếm có với đặc trưng suy giảm hoặc không có chức năng peroxisome ở tế bào của một cá thể. Đây là một trong những họ rối loạn có tên là rối loạn phổ Zellweger (Zellweger spectrum disorders) đó là Leukodystrophy (rối loạn phân bố bạch cầu). Hội chứng Zellweger được đặt theo tên của Hans Zellweger (1909–1990), một bác sĩ nhi khoa người Mỹ gốc Thụy Sĩ, giáo sư nhi khoa và di truyền học ở đại học Iowa, cũng là người đã nghiên cứu bệnh này.
Hội chứng do đột biến gen nằm trên NST X (X - linked adrenoleukodystrophy - XALD). Cơ chế của XALD là do thiếu hụt protein vận chuyển vào peroxisome để oxy hóa do đó ứ đọng acid béo chuỗi rất dài. Xét nghiệm acid béo chuỗi rất dài tăng trong máu. Bệnh thường gặp ở trẻ nam với triệu chứng mất thị lực, rối loạn hành vi và chết trước tuổi trưởng thành. 